# سولبان
سولبان (به لاتین: Solban) یک منطقه مسکونی در جمهوری آذربایجان است که در شهرستان بالاکن واقع شده‌است.